# Aleja Władysława Andersa w Lublinie
Aleja Władysława Andersa w Lublinie – arteria komunikacyjna w Lublinie, łącząca skrzyżowanie alei Mieczysława Smorawińskiego i Spółdzielczości Pracy, z ul. Mełgiewską. To jedna z głównych dróg dla dzielnicy Kalinowszczyzna. Ma długość 2100 m. Stanowi część obwodnicy miejskiej. Wzdłuż ulicy poprowadzona jest otwarta w 2013 roku ścieżka rowerowa.

## Historia
Aleja Władysława Andersa powstała w latach 60. w naturalnym zagłębieniu terenu, przecinając cmentarz komunalny przy ul. Unickiej. Przy ulicy znajduje się Nowy cmentarz żydowski w Lublinie (przy skrzyżowaniu z ul. Walecznych), a także jego część "okupacyjna", gdzie hitlerowcy chowali zabitych w getcie oraz cmentarz katolicki. W trakcie budowy trzeba było część grobów przenieść w nienaruszaną, wyższą część cmentarza. Prawdopodobnie przeniesiono też wówczas niektóre zwłoki zabitych przez funkcjonariuszy SB żołnierzy AK.
Droga za zasów PRL wraz z al. Mieczysława Smorawińskiego nosiła nazwę al. Włodzimierza Lenina.